# Andrej Panin
Andrej Panin (Novosibirsk, 28 maggio 1962 – Mosca, 6 marzo 2013) è stato un attore e regista sovietico e russo.

## Filmografia parziale

### Regista
- Polnyj vperёd! (2005)
- Vnuk kosmonavta (2007)

### Attore
- 24 časa, regia di Aleksandr Atanesjan (2000)
- Generation P, regia di Viktor Ginzburg (2011)